# Kostel svaté Heleny (Paříž)
Kostel svaté Heleny (fr. Église Sainte-Hélène) je katolický farní kostel v 18. obvodu v Paříži, v ulici Rue du Ruisseau. Kostel je zasvěcen svaté Heleně Konstantinopolské.

## Historie
Oblast dnešní farnosti sv. Heleny bylo původně součástí farnosti Notre-Dame de Clignancourt. Protože ve čtvrti rostl počet obyvatel, bylo rozhodnuto vybudovat nový kostel. Výstavba trvala necelý rok a dne 3. června 1934 pařížský arcibiskup kardinál Jean Verdier povýšil kostel na farní.
V roce 2006 byl kostel renovován.